# Psebium brevipenne
Psebium brevipenne är en skalbaggsart som beskrevs av Francis Polkinghorne Pascoe 1864. Psebium brevipenne ingår i släktet Psebium och familjen långhorningar. Inga underarter finns listade i Catalogue of Life.